# Математичне моделювання лісових пожеж

A simple wildfire propagation model.

В комп'ютерних науках моделювання лісових пожеж здійснюється  чисельним моделюванням, для того, щоб зрозуміти та передбачити поведінку пожежі. Моделювання лісових пожеж може зрештою допомогти у пожежогасінні, а саме: підвищити безпеку, знизити ризики та мінімізувати збиток. Пожежне моделювання може також допомогти у захисті екосистеми, водозбору і якості повітря.

## Цілі моделювання лісових пожеж
Моделювання лісової пожежі намагається відтворити поведінку власне самої пожежі, наприклад, як швидко вогонь поширюється, в якому напрямку, скільки тепла він генерує. Основний внесок в моделюванні поведінки є модель палива, або тип палива. Моделювання Поведінки може також включати пожежні переходи від поверхні («поверхневий вогонь») до крон дерев («Корона вогню»), а також крайню вогнестійкість, включаючи швидкі темпи поширення, вогонь вихором і високі добре розвинені конвекційні колони. Моделювання лісових пожеж також пробує оцінити вогневі ефекти, такі як екологічна і гідрологічні ефекти вогню, витрата палива, а також кількості та швидкість диму.

## Фактори навколишнього середовища
Лісова вогнестійкість залежить від погоди, характеристики палива і топографії.
Погода впливає на вогонь через вітер і вологість. Вітер збільшує поширення вогню в певному напрямку, вища температура змушує вогонь горіти швидше, в той час, як вища відносна вологість і  опади (дощ або сніг) можуть сповільнити його або погасити повністю. Погода, включаючи швидкі зміни вітрів, може бути особливо небезпечна, оскільки вони можуть раптово змінити напрямок вогню і поведінку.
Лісове пожежне паливо охоплює траву, дерево, і все інше, що може горіти. Маленькі сухі гілочки горять швидше, в той час, як великі колоди горять повільніше; сухе паливо запалюється легше і швидше, ніж вологе паливо.
Фактори, що впливають на топографію лісових пожеж включають орієнтацію на сонці, яка впливає на кількість енергії, одержуваної від сонця, і нахилу (вогонь поширюється швидше вгору). Вогонь може прискорюватися у вузьких ущелинах, і це може бути здійснено завдяки бар'єрам, таким як струмки та дороги.
Ці фактори діють в поєднанні. Дощ чи сніг збільшує вологість палива, висока відносна вологість уповільнює сушку палива, в той час, як вітри можуть зробити паливо сухішим швидше. Властивості палива можуть змінюватися залежно від рельєфу, як щільність рослин змінюється залежно від висоти або аспекту відносно сонця.
Давно визнано, що «пожежі створюють свою власну погоду». Тобто, тепло і волога, здійснюють зміни в атмосфері, створюючи інтенсивні вітри, які керують поведінкою вогню. Тепло від лісових пожеж змінює температуру атмосфери й створює сильні висхідні потоки, які можуть змінити напрямок поверхневих вітрів. Водяна пара отримана від вогню змінює баланс вологи в атмосфері.

## Підходи до моделювання лісових пожеж
Як і всі моделі обчислювальної науки, пожежній моделі необхідно встановити баланс між точністю, доступністю даних і швидкістю виконання. Пожежні моделі охоплюють широкий спектр складності, від простих причинно-наслідкових принципів, який не може сподіватися бути вирішеним швидше, ніж в реальному часі.
Лісові пожежі були розроблені моделі з 1940 року до теперішнього часу, але багато хімічних і термодинамічних питань, пов'язаних з вогнем поведінки все ще належить вирішити. Вчені та їх модель лісових пожеж 1940 до 2003 року, перераховані в статті. Моделі можуть бути розділені на три групи: емпіричний, напівемпіричні та фізичні.

### Емпіричні моделі
Концептуальні моделі, побудовані на основі попередніх досліджень, можна використовувати, щоб передбачити майбутнє. Багато напівемпіричних рівнянь поширення вогню, опубліковано в Лісовий службі МСГ США,  Лісозаготівельна Канада,  Nobel, Bary і Гілл,  і Чейні, Гулд і Catchpole  для австралазійських паливних комплексів були розроблені для швидкої оцінки основних параметрів, що представляє інтерес, таких як швидкість поширення вогню, полум'я, довжина і Fireline інтенсивність. поверхневі пожежі в точці для конкретних паливних комплексів, виходячи з припущення репрезентативних точки розташування вітрів і рельєф схилу. Ґрунтуючись на роботі FONS років в 1946 році,  і Еммонс в 1963 році,  квазістаціонарним рівноважна швидкість поширення, обчислена для поверхневої пожежі на плоскій поверхні в умов не-вітрів калібрують з використанням даних купи паличок спаленої в полум'я камери / аеродинамічна труба, щоб представити інші вітру і нахил умова для паливних комплексів тестованих.
Двовимірні моделі зростання пожежі, такі як Farsite  і Прометея,  модель зростання пожежі канадського Wildland призначена для роботи в канадських комплексах палива, була розроблена, які застосовуються такі напівемпіричні відносини й інші щодо земля-корона переходів для розрахунку поширення вогню й інші параметри уздовж поверхні. Деякі припущення повинні бути зроблені в моделях, таких як Farsite і Прометеєм формувати зростання вогню. Наприклад, Прометей і Farsite використовувати принцип Гюйгенса поширення хвиль. Набір рівнянь, які можуть бути використані для поширення (форма і напрямок) фронт вогню за допомогою еліптичної форми був розроблений в 1990 році Річардс  Попри те, більш складні програми використовують тривимірну систему чисельного прогнозування погоди, щоб забезпечити вхідні сигнали, такі як швидкості вітру до однієї з моделей зростання пожежі, перерахованих вище, вхід був пасивним і зворотний зв'язок вогонь на атмосферні вітру і вологості, не враховується.

### Фізичні базові моделі
Спрощена фізична модель на основі двовимірного поширення вогню, заснована на законах збереження, які використовують випромінювання як домінуючий механізм перенесення тепла і конвекції, яка представляє вплив вітрів і нахилу, призводить до реакційно-дифузійних систем диференціальних рівнянь.
Більш складні фізичні моделі відносяться до обчислювання гідродинаміки моделі з компонентом боротьби з лісовим вогнем. Ці інструменти мають різні центри тяжіння і були застосовані, щоб краще зрозуміти основні аспекти поведінки пожежі, такі як паливні неоднорідності на поведінку вогню, зворотні зв'язки між вогнем і атмосферного середовища як основа для універсальної форми вогню, і починає застосовуватися до лісництва міського інтерфейсу поширення вогню на громадському рівні.

## Практичне використання
Обмеження пожежних моделювань не є повністю обчислювальними. На цьому рівні моделі стикаються з обмеженнями в знаннях про склад піролізних продуктів і шляху реакції, на додаток до прогалини в базовому розумінні про деякі аспекти поведінки вогню, таких як поширення вогню в живих видах палива та поверхні-корони вогню.
Таким чином, в той час, як більш складні моделі мають значення при вивченні поведінки пожежі й тестування поширення вогню в різних сценаріях, з погляду застосування, Farsite і Палм - на основі застосування BEHAVE показали велику корисність в ролі практичних інструментів в польових умовах через їх здатності забезпечувати оцінки поведінки пожежі в режимі реального часу. У той час як пов'язані моделі протипожежної атмосфери мають здатність включати здатність вогню впливати на свою власну місцеву погоду і моделювати багато аспектів вибухового, нестійкого характеру пожеж, які не можуть бути включені в сучасних інструментах, вона залишається проблемою для застосування цих складніших моделей в операційному середовищі швидше, ніж в режимі реального часу. Крім того, хоча вони досягли певного ступеня реалізму при моделюванні конкретних природних пожеж, вони повинні ще вирішити такі питання, як визначення, який конкретно, відповідна оперативна інформація, вони могли б забезпечити за існуючими інструментами[прояснити], як час моделювання може відповідати експлуатаційним термінам для прийняття рішень (отже, моделювання повинно працювати значно швидше, ніж в реальному часі), ніж тимчасове і просторовий дозвіл має бути використано в моделі, і як вони оцінюють притаманну невизначеність чисельного прогнозу погоди у своєму прогнозі. Ці експлуатаційні обмеження повинні використовуватися для управління розробкою моделі.